# Ramonet (ouvrier agricole)
Pour les articles homonymes, voir Ramonet.
Le terme ramonet est une francisation orthographique du terme languedocien ramonet. Il n'est pas présent dans les dictionnaires français. Il désigne, dans une partie du Midi de la France, un régisseur employé à cultiver ou à faire cultiver, soigner les bêtes, par les valets (baylets, vailets en occitan) et les journaliers (journaliès, jornalièrs en occitan), la ferme (bòrio, bòria en occitan) d'un propriétaire terrien. Sa femme avait la charge de gérer le budget d'une petite enveloppe pour nourrir tout le monde. Elle préparait aussi les repas et tenait le ménage. Le couple vivait avec sa famille et le personnel agricole dans un bâtiment annexe de la propriété appelé ramonetage.

## Citation
« Dans les bâtiments […] étaient installés le « ramonet » et sa femme, qui cuisinait pour les ouvriers agricoles »

— Marie Rouanet, Les Enfants du bagne, Payot, 1992, p. 230